# Ladrawan
Ladrawan é uma vila no distrito de Jhajjar, no estado indiano de Haryana.

## Demografia
Segundo o censo de 2001, Ladrawan tinha uma população de 8007 habitantes. Os indivíduos do sexo masculino constituem 55% da população e os do sexo feminino 45%. Ladrawan tem uma taxa de literacia de 49%, inferior à média nacional de 59,5%: a literacia no sexo masculino é de 57% e no sexo feminino é de 39%. Em Ladrawan, 17% da população está abaixo dos 6 anos de idade.